# TT Cache
La tombe thébaine TT Cache est une ancienne tombe égyptienne située à Cheikh Abd el-Gournah, une partie de la nécropole thébaine sur la rive ouest du Nil en face de Louxor à Thèbes, en Haute-Égypte.

## Découverte
La tombe a été découverte en 1857 par Alexander Henry Rhind. Elle avait été scellée par un mur portant le sceau du roi Amenhotep III. La tombe contenait des ossements, des bandages et plusieurs momies dérangées. Elle contenait également quatorze étiquettes en bois portant des inscriptions mentionnant plusieurs femmes royales.

## Sépultures
C'est le lieu de sépulture de nombreuses princesses :
|                 |                                                            |                                                       |  |  |  |  |  |  |  |  |  |  |  |  |  |  |  |  |  |
| Nebetia (en)    | Fille du roi                                               | Fille de Saatoum, lui-même fils de Thoutmôsis IV      |  |  |  |  |  |  |  |  |  |  |  |  |  |  |  |  |  |
| Tiâa            | Fille du roi                                               | Fille de Thoutmôsis IV                                |  |  |  |  |  |  |  |  |  |  |  |  |  |  |  |  |  |
| Tataou ou Taouy | Fille du roi de la Maison des Enfants royaux               | Le nom est endommagé                                  |  |  |  |  |  |  |  |  |  |  |  |  |  |  |  |  |  |
| Amenemopet      | Fille du roi Menkhéperourê de la Maison des Enfants royaux | Probable fille de Thoutmôsis IV                       |  |  |  |  |  |  |  |  |  |  |  |  |  |  |  |  |  |
| Pyihia (en)     | Fille du roi Menkhéperourê                                 | Fille de Thoutmôsis IV                                |  |  |  |  |  |  |  |  |  |  |  |  |  |  |  |  |  |
| Pypouy-Tasherit | Fille du roi                                               | Trois étiquettes dont l'une mentionne un certain Iouy |  |  |  |  |  |  |  |  |  |  |  |  |  |  |  |  |  |
| Hénout-Iounou   | Fille du roi                                               | Deux étiquettes                                       |  |  |  |  |  |  |  |  |  |  |  |  |  |  |  |  |  |
| Ptahméryt       | Fille du roi                                               |                                                       |  |  |  |  |  |  |  |  |  |  |  |  |  |  |  |  |  |
| Sat-Hori        | Fille du roi                                               |                                                       |  |  |  |  |  |  |  |  |  |  |  |  |  |  |  |  |  |
| Néferouamon     | Fille du roi                                               |                                                       |  |  |  |  |  |  |  |  |  |  |  |  |  |  |  |  |  |
| Ouiay           | Fille du roi                                               |                                                       |  |  |  |  |  |  |  |  |  |  |  |  |  |  |  |  |  |